# Sebastian Herkner

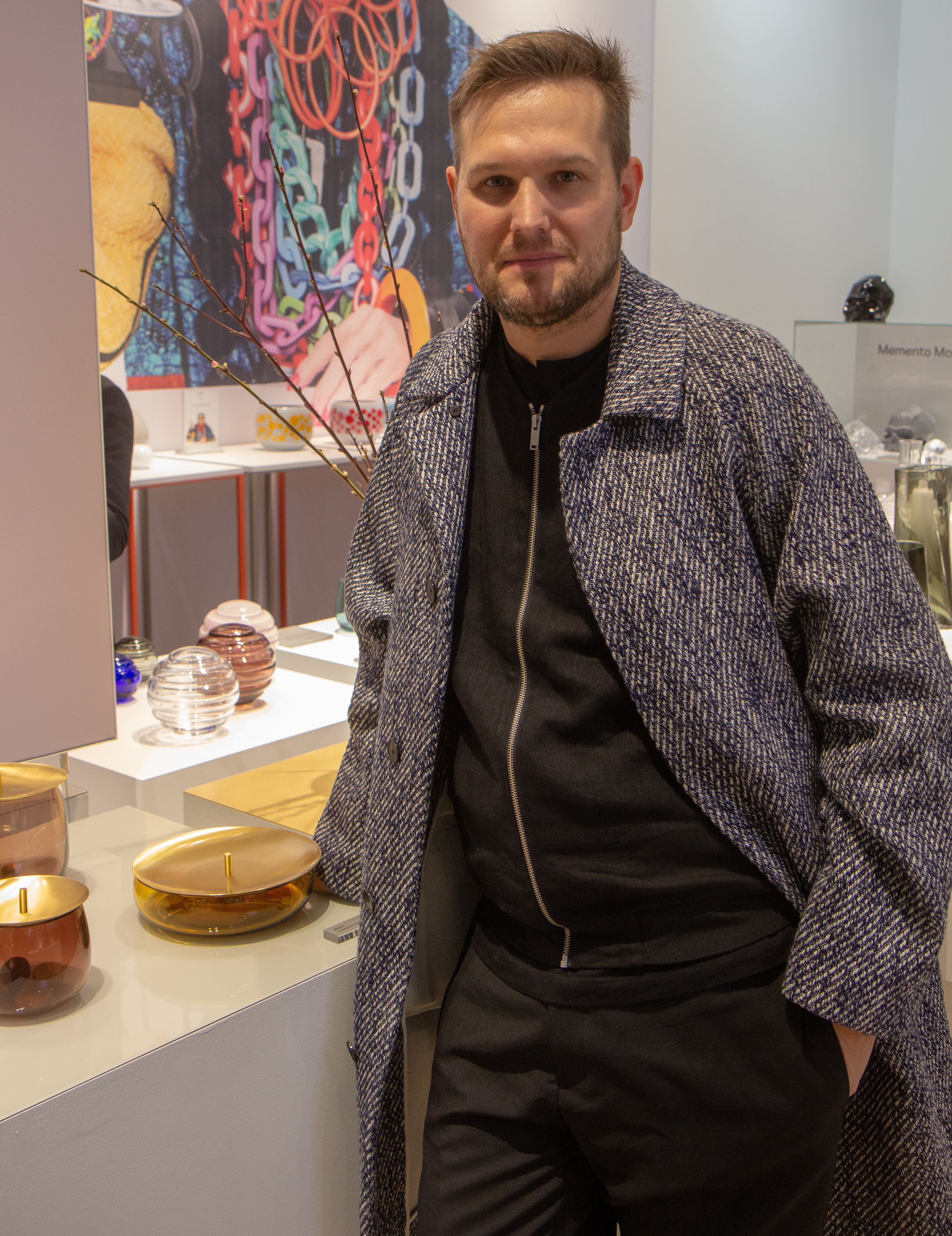
Sebastian Herkner (2019)

Sebastian Herkner (* 1981 in Bad Mergentheim) ist ein deutscher Produktdesigner und Hochschullehrer.

## Leben
Herkner studierte an der Hochschule für Gestaltung Offenbach am Main ab 2001 und beschäftigte sich dort bereits mit der Gestaltung von Möbeln und Objekten. Hierbei verband er unterschiedliche Materialien mittels neuer Technologien und traditionellem Handwerk. Bereits während seines Studiums, das er 2007 mit einem Diplom abschloss, machte er ein Praktikum bei der Designerin Stella McCartney in London. 2006 gründete er in Offenbach sein eigenes Designstudio Studio Sebastian Herkner.
Herkners Studio hat seit seiner Gründung bis heute für Firmen wie and Tradition, Cappellini, ClassiCon, Dedon, Duravit, Fritz Hansen, Glasmanufaktur von Poschinger, Gubi, Ligne Roset, Moroso, Rosenthal AG, Thonet, Vibia und Wittmann gearbeitet. Des Weiteren ist er als Innenarchitekt tätig und gestaltet Ausstellungen auf Messen und in Museen. Sein für Moroso entworfener Sessel Pipe Chair gilt als Beispiel für ein Revival der Postmoderne im Möbeldesign. Sein wohl bekanntester Entwurf ist der Bell Table für das Münchner Unternehmen ClassiCon, welche den Beistelltisch seit 2012 in verschiedenen Größen und Farben vertreibt. 
Seit 2007 bis 2011 war Herkner mehrfach als Gastdozent an seiner Alma Mater tätig.
2014/2015 arbeitete Herkner in Simbabwe zusammen mit afrikanischen und europäischen Künstlern und Designern im Projekt Basket Case. Das Projekt wurde von den Kulturinstituten British Council, Alliance Française und dem Goethe-Institut in Simbabwe gefördert und sollte neue Gestaltungsformen in Zusammenarbeit mit Korbmachern aus den verschiedenen Regionen des Landes ermöglichen.
2022 gehörte Sebastian Herkner zu den Kurator der Ausstellung Homo Faber in Venedig. Weitere Kuratoren waren internationale Kreative wie Robert Wilson, Judith Clarke, Michele de Lucchi or Naoto Fukasawa.
Herkners Entwürfe finden sich in den bedeutenden internationalen Designsammlungen, unter anderem in der Neuen Sammlung in München oder dem Vitra Design Museum in Weil am Rhein.

## Preise und Auszeichnungen
- 2011: Designpreis der Bundesrepublik Deutschland als bester Newcomer
- 2015: EDIDA Award Best International Newcomer
- 2016: imm Cologne: Ehrengast
- 2019: Maison et Objet: Designer des Jahres 2019[3][4]
- 2019: Deutsch-Französischer Preis der Kultur- und Kreativwirtschaft
- 2020: German Design Award
- 2020: EDIDA Award: Best International Designer of the Year